# Lanț de dimensiuni
Lanțul de dimensiuni (engleză Dimensional chain/dimensional stock, rusă Razmernaia țep,franceză Chaîne de côtes) este un șir de dimensiuni liniare sau unghiulare care formează un contur închis și care determină poziția reciprocă a suprafețelor sau/și axelor unei piese sau a mai multor piese într-o unitate de asamblare. O definiție alternativă (numai pentru dimensiuni liniare) este următoarea. „Lanțul de dimensiuni este un set de dimensiuni paralele independente care se succed una după alta, pentru a crea un circuit geometric închis”. Acestea pot fi dimensiuni care specifică poziția reciprocă a elementelor componente la o piesă sau dimensiunile mai multor piese într-o unitate de asamblare. În vederea construirii/definirii  unui lanț de dimensiuni, dimensiunile pot fi considerate vectori care sunt uniți cap-coadă, formând un lanț, trecând în succesiune prin fiecare piesă componentă din ansamblu. O altă definiție este formulată astfel: Lanțul de dimensiuni este un grup sau lanț de dimensiuni inter-conectate sau reciproc conectate care constă din dimensiuni măritoare și reducătoare ce sunt denumite dimensiuni/elemente componente, precum și o dimensiune de închidere.
Se numesc lanțuri de dimensiuni de asamblare acele lanțuri de dimensiuni care determină, la asamblarea mașinilor, poziția relativă a suprafețelor funcționale ale mașinii sau mecanismelor acesteia. Lanțurile de dimensiuni ale căror elemente componente sunt dimensiunile obținute la operațiile tehnologice succesive ale procesului tehnologic al executării piesei și adaosurile de prelucrare pe operații tehnologice se numesc lanțuri de dimensiuni ale pieselor. 
Dimensiunile separate care alcătuiesc lanțul de dimensiuni se numesc elemente componente, iar lanțul de dimensiuni se termină cu un element de închidere (engleză closed component, franceză cote condition) (sau dimensiune rezultantă). Elementele componente parțiale (piesele) sunt dimensiuni fie dimensionate direct pe desenul de execuție al aceleiași piese, fie care provin din fabricația precedentă, posibil din operații de asamblare a pieselor. Elementul de închidere într-un lanț de dimensiuni dat reprezintă dimensiunea rezultantă ultimă la prelucrarea piesei sau, la asamblare - jocul sau strângerea rezultate în acest proces. Pe desenele de execuție ale ansamblurilor valoarea jocului sau strângerii nu se indică de obicei. Mărimea/dimensiunea, toleranța și abaterile limită ale elementului de închidere depind direct de dimensiunile și toleranțele  elementelor componente ale lanțului.

## Metode de rezolvare a lanțurilor de dimensiuni
Prin rezolvarea lanțurilor de dimensiuni se înțelege determinarea valorilor nominale, toleranțelor și abaterilor limită ale tuturor elementelor lanțului, astfel încât să se asigure economicitatea prelucrării și asamblării. Contribuții importante în această problematică au avut N.A. Borodacev, B. S. Balakșin, P. F. Dunaev. 
În funcție de modul în care modificarea elementelor componente afectează modificarea elementului de închidere, se deosebesc două tipuri de elemente componente în lanțurile de dimensiuni:
- elemente componente măritoare sunt elemente componente parțiale (dimensiuni ale pieselor) a căror mărire conduce la mărirea elementului de închidere;
- elemente componente reducătoare (de micșorare) sunt elemente componente parțiale (dimensiuni ale pieselor) a căror mărire conduce la micșorarea elementului de închidere.
La rezolvarea lanțurilor de dimensiuni apar două tipuri de probleme:
- problema directă denumită și analiza toleranțelor: fiind cunoscute abaterile limită ale elementelor componente parțiale se determină abaterile limită ale elementului de închidere. Rezolvarea problemei directe constituie un calcul de verificare. Software-ul SolidWorks 3D CAD include un instrument de analiză a toleranțelor TolAnalystTM care verifică în mod automatizat efectele toleranțelor asupra pieselor și ansamblurilor, pentru a asigura îmbinarea (engleză fit) compatibilă a componentelor și pentru a verifica schemele de amplasare a toleranțelor înainte ca produsul să ajungă în producție. Instrumentul TolAnalyst evaluează toleranțele min/max și efectuează analiza toleranțelor prin metoda RSS, care se prezintă mai jos;
- problema indirectă (denumită și problema inversă), sau sinteza toleranțelor: folosind abaterile limită cunoscute ale elementului de închidere, date de cerințe funcționale, se face calculul de proiectare a abaterilor  limită ale elementelor componente parțiale.[8]Rezolvarea problemei indirecte constituie, așadar, un calcul de proiectare a lanțurilor de dimensiuni, care trebuie să fie efectuat pentru determinarea toleranțelor  componentelor unui ansamblu.

Pentru rezolvarea lanțurilor de dimensiuni în practica inginerească se folosesc următoarele metode:
- Metoda interschimbabilității totale, denumită și metoda de maxim și minim[9] se bazează pe condiția ca elementele componente ale lanțului de dimensiuni, incluse în lanț ca dimensiuni tolerate, să asigure - inclusiv la valorile extreme (superioară și inferioară) permise de câmpurile lor de toleranță - respectarea toleranței date a elementului de închidere. În literatura de limbă engleză, această metodă este denumită metoda aritmetică de calcul sau Worst Case method (trad. Metoda celui mai defavorabil caz) [v. ref. nr. 1]. Această metodă este valabilă cu condiția menținerii/respectării abaterilor limită prescrise ale elementului de închidere pentru orice combinare a dimensiunilor reale ale elementelor componente (însă aflate în câmpurile lor de toleranță), adică inclusiv a valorii limită superioară și valorii limită inferioară. Modelul Worst Case presupune că toate dimensiunile tolerate vor fi egale cu una din valorile lor limită (maximă, respectiv minimă).  Acest model  nu ia în considerare distribuțiile dimensiunilor reale individuale, ci faptul că aceste dimensiuni nu depășesc limitele prescrise ale câmpurilor de toleranțe respective. Această metodă garantează asamblarea a 100% din piesele componente ale lanțului și asamblarea va funcționa corect, cu piese componente interschimbabile (de unde și denumirea de „interschimbabilitate totală”). Totuși, din cauza cerinței de precizie mai ridicată a elementului de închidere, sunt necesare, la proiectare, toleranțe foarte strânse ale elementelor componente și prin urmare, rezultă costuri de fabricație mari pentru prelucrarea și controlul pieselor și procente mai mari de rebut, încât fabricația devine neeconomică. Metoda aritmetică de calcul (sau a interschimbabilității totale) este așadar recomandată pentru calculul circuitelor dimensionale (lanțurilor de dimensiuni) cu număr mic de elemente componente sau în cazul în care, la proiectarea produsului, este acceptabilă o toleranță mai mare a elementului de închidere. Metoda se aplică, de exemplu, la asamblarea pieselor cilindrice netede care formează ajustaje , lanțul de dimensiuni fiind format din trei elemente: diametrul arborelui, diametrul alezajului și jocul/strângerea care constituie elementul de închidere. Metoda descrisă se aplică deseori la fabricația în serii mici.

Pentru rezolvarea lanțului de dimensiuni prin metoda interschimbabiblității totale, se consideră ecuația de bază (sau fundamentală) a lanțului de dimensiuni. Pentru explicitarea ecuației de bază/fundamentale se adoptă un sens de parcurgere a lanțului de dimensiuni și se admite (convențional) un sens pozitiv de parcurgere a elementelor, de exemplu spre dreapta, și un sens negativ de parcurgere - spre stânga.  Ecuația de bază  exprimă valoarea dimensiunii medii a elementului de închidere AΔmed în funcție de valorile medii ale dimensiunilor elementelor componente măritoare, respectiv reducătoare:
```
   A
Δmed
 = Σμ
imăr
 - Σμ
jred
     (1)
```

unde μimăr sunt dimensiunile medii ale componentelor i măritoare; μjred - dimensiunile medii ale componentelor j reducătoare; i = 1...k numărul de componente măritoare; j = k+1,...,n numărul de componente reducătoare; n - numărul total de elemente componente parțiale (dimensiuni) ale lanțului de dimensiuni.
Toleranța elementului de închidere TΔ se calculează cu relația:
```
   
T
Δ
 = Σ
T
i
         (2)
```

unde Ti este toleranța elementului component i; i =1...n; n - numărul total de elemente componente. Toleranța elementului de închidere crește aproximativ liniar cu numărul total n de elemente componente.
Ecuația (2) este denumită ecuația preciziei lanțului de dimensiuni și indică faptul că toleranța  elementului de închidere este egală cu suma toleranțelor elementelor componente.
Dimensiunile limită ale elementului de închidere AΔmin și AΔmax sunt calculate cu relațiile (3):
```
 
A
Δmin
 = 
A
Δmed
 - 
T
Δ
/2 ; A
Δmax
 =A
Δmed
+T
Δ
/2 (3)
```

Metoda Lăzărescu  se bazează pe algebra dimensiunilor  și conduce la același rezultat ca și la metoda de maxim și minim (v. ref. 6, p.45).
La metoda elaborată de prof. Ion Lăzărescu, se consideră că un calcul cu dimensiuni tolerate este un calcul algebric, aplicat unor sume neefectuate, în care se adună algebric mărimile de același fel  și unde, în cazul schimbării semnului abaterilor (la scăderea unor dimensiuni)  este necesar să se inverseze abaterile - pentru ca abaterea superioară să dea dimensiunea maximă, iar abaterea inferioară să dea dimensiunea minimă.
- Metoda interschimbabilității parțiale. În timp ce la metoda interschimbabilității totale s-a presupus că toate elementele componente sunt executate simultan la valorile lor limită superioară, respectiv inferioară, permise de toleranțe (situație care este rareori probabilă), la metoda interschimbabilității parțiale se consideră că dimensiunile elementelor componente ale lanțului de dimensiuni sunt mărimi aleatoare în limitele câmpurilor de toleranță, iar probabilitatea apariției valorilor limită ale abaterilor dimensiunilor în procesele de fabricație ale pieselor este mică. În consecință, abaterea elementului de închidere se va obține prin însumarea prin metoda probabilistă (pe baza formulelor teoriei probabilităților) a abaterilor dimensiunilor individuale componente ale lanțului. Cu un anumit risc implicat, preliminar ales, de a nu se putea asambla produsul  din cauza nerespectării toleranței la elementul de închidere (de ordinul a 1%), toleranțele componentelor parțiale din lanțul de dimensiuni pot fi majorate (față de metoda interschimbabilității totale). Astfel, această metodă garantează numai o interschimbabilitate parțială a asamblării, cu un procent mic de cazuri nefavorabile (rebut). Exemplu de aplicare: pentru pistoanele motoarelor cu ardere internă.

Ținând seamă de toleranțele mai mari ale dimensiunilor parțiale, rezultă o micșorare a costurilor de fabricație. Această metodă de rezolvare a lanțurilor de dimensiuni este utilizată în principal la producția de masă și de serii mari, la care economiile la costurile de fabricație, obținute prin execuția pieselor cu toleranțe majorate , depășesc costurile asamblării, rezultate din interschimbabilitatea incompletă (parțială) a asamblării componentelor. Metoda se folosește la fabricația de serie și de masă a produselor având lanțuri de dimensiuni cu număr mare de elemente componente.
În literatura de specialitate în l. engleză această metodă de analiză a toleranțelor în lanțurile de dimensiuni este denumită Root-sum-squared (RSS) method (trad. Metoda radicalului sumei pătratelor). Această metodă de calcul este larg răspândită și constituie o metodă de calcul statistic (probabilistic) al lanțurilor de dimensiuni.
Metoda RSS face parte din metodele de calcul statistic al lanțurilor de dimensiuni și se bazează pe prezumția că dimensiunile componente individuale ale lanțului sunt variabile aleatoare, cu distribuții independente una de alta, și a căror frecvență de apariție corespunde legii normale. Valorile limită ale dimensiunilor -variabile aleatoare satisfac intervalul de toleranță (μ + 3σ)...(μ - 3σ), iar abaterea standard σi a variabilei aleatoare față de valoarea medie μ a dimensiunilor este dată de relația:
```
   σ
i
 = 
T
i
/6
```

unde Ti este toleranța elementului component i.
Dimensiunea elementului de închidere este determinată de valoarea sa medie:
```
   μ = Σμ
imăr
 - Σμ
jred
```

Abaterea standard a elementului de închidere σΔ se calculează după principiul radicalului din suma pătratelor abaterilor standard ale elementelor componente:
```
   

  

    

      

        

          
σ

          

            
Δ

          

        

        
=

        

          

            

              
∑

              

                
i

                
=

                
1

              

              

                
n

              

            

            

              
σ

              

                
i

              

              

                
2

              

            

          

        

      

    

    
{\displaystyle \sigma _{\Delta }={\sqrt {\sum _{i=1}^{n}\sigma _{i}^{2}}}}

  

```

unde n este numărul total de elemente componente ale lanțului de dimensiuni.
- Metoda „6 Sigma” este o metodă de analiză statistică extinsă, relativ nouă, folosită în special în SUA și constituie o modificare a metodei standard RSS. Metoda 6 Sigma introduce indicii de capabilitate a procesului Cp și Cpk în problemele de rezolvare a lanțurilor de dimensiuni. Acești indici de capabilitate sunt folosiți la evaluarea preciziei de prelucrare asigurate în procesele de prelucrare mecanică.

Utilizarea metodei 6 Sigma este adecvată în cazul unei calități ridicate a proceselor de fabricație, pentru volume de producție mari.
- Metoda asamblării selective (sau interschimbabilității pe subgrupe de sortare), denumită și metoda sortării este utilizată la producția de masă și de serie mare a produselor precise, care nu necesită interschimbabilitate funcțională (în sensul de interschimbabilitate totală) înăuntrul produsului. Toleranțele ajustajelor necesare din cerințe funcționale se obțin la asamblarea produsului, care este precedată de selectarea preliminară a componentelor individuale în subgrupe de toleranțe dimensionale (subintervale de toleranțe). Dimensiunile de fabricație ale componentelor pot fi prescrise pe desenele de execuție cu toleranțe mai mari, astfel încât piesele să se execute economic. Toleranțele dimensionale rezultante, mai strânse, pe fiecare subgrupă, se obțin prin combinarea (împerecherea) practică a elementelor din subgrupele sortate de același ordin (piesele conjugate pot fi numai din aceeași clasă de sortare). Numărul de subgrupe de sortare (subintervale de toleranțe) trebuie să fie ales identic pentru diferitele tipuri de piese componente ale lanțului de dimensiuni. Pentru a determina dimensiunea rezultantă a elementului de închidere pe subgrupă, se utilizează „metoda celui mai defavorabil caz” (Worst Case), descrisă anterior, cu excepția faptului că acest calcul nu include întreaga toleranță de fabricație a fiecărei piese componente, ci numai toleranțele mai strânse, aplicabile la subgrupele selectate de toleranțe.

Metoda asamblării selective este o metodă foarte eficientă de rezolvare a lanțurilor de dimensiuni, deoarece permite o creștere substanțială a toleranțelor de fabricație ale componentelor parțiale și prin urmare, o reducere semnificativă a costurilor de fabricație. Totuși, costurile operaționale vor crește, deoarece este necesar, de obicei, să se înlocuiască întreaga componentă asamblată,în cazul uzurii sau deteriorării unei componente parțiale (piese) în timpul exploatării/funcționării produsului. Repararea mașinilor este mai complexă, deoarece este necesar să se mărească nomenclatura pieselor de schimb, care trebuie livrate și asamblate pe subgrupe de sortare.
Pentru ca metoda asamblării selective să fie eficientă se impune să fie rezolvată problema alegerii optime (combinării/împerecherii)  a componentelor. Componentele utilizate din subgrupele individuale trebuie să fie reciproc împerecheate (combinate) astfel încât să fie posibil să se asambleze numărul maxim posibil de produse care satisfac cerințele funcționale pe subgrupele de sortare (cerința de precizie a  elementului de închidere pe subgrupă), folosind numărul dat de componente fabricate.
Problema găsirii tuturor combinărilor subgrupelor de componente parțiale (piese), pentru care sunt satisfăcute cerințele funcționale pentru elementul de închidere, trebuie să fie rezolvată la proiectarea lanțului de dimensiuni, înainte de începerea producției. Numărul de combinări corespunzătoare/acceptabile va depinde de toleranța generală de fabricație a componentelor, precum și de numărul ales de subintervale de toleranță. Lanțul de dimensiuni trebuie să fie proiectat astfel încât numărul de combinări/împerecheri  acceptabile la asamblare să fie cuprins în limite rezonabile.
Pentru un număr mic de combinări acceptabile, probabil nu va fi posibil să se folosească toate piesele fabricate, în timpul procesului de asamblare (rămân piese neutilizate). Procentul de ansambluri corespunzătoare se micșorează  în acest caz și produsul devine mai scump. Pe de altă parte, un număr mare de combinări acceptabile   indică o proiectare ineficientă. În această situație, lanțul de dimensiuni ar putea fi proiectat, probabil, în mod optim cu toleranțe mai mari ale componentelor parțiale (pieselor) sau cu un număr mai mic de subintervale de toleranță.
Optimizarea numărului de produse asamblate pentru un număr dat de piese fabricate în subintervalele individuale de toleranță are ca scop să determine o procedură optimă de asamblare, pentru a obține cel mai mare număr posibil de produse asamblate. Această problemă trebuie rezolvată în mod repetat în timpul producției, oricând înainte de a realiza completarea stocului și înainte de începerea asamblării. Utilizarea algoritmului de optimizare necesită folosirea calculatorului electronic.
Metoda asamblării selective se aplică în mod curent la rezolvarea lanțurilor de dimensiuni cu număr mic de elemente componente (2-3 piese, uneori chiar 4 piese) și precizie foarte mare, la fabricația de serie mare și de masă , de exemplu la asamblarea rulmenților cu bile sau cu role, la ajustajul bolț-piston, la ajustajul piston-cămașă  de cilindru, la asamblarea elemenților pompelor de injecție etc. Asamblarea selectivă se aplică nu numai pentru îmbinările pieselor cilindrice, ci și pentru îmbinări conice, prismatice și îmbinări filetate.
Pentru ca utilizarea metodei de asamblare selectivă să fie eficientă este necesar să fie perfect organizate activitățile de sortare (selecție) păstrare, transport și asamblare a tuturor subgrupelor. Pentru sortarea dimensională a pieselor se folosesc automate de sortare, de înaltă productivitate. Piesele din fiecare subgrupă de sortare dimensională se marchează și sunt aduse la asamblare în containere sau ambalaje separate.
Metoda ajustării. Dacă elementul de închidere are o toleranță mică, se poate prevedea o toleranță mare (economică) pentru elementele componente, iar la montaj se prevede ajustarea unuia dintre elementele componente (element compensator) , dinainte stabilit, astfel încât elementul de închidere să rezulte în limitele admise. Mărimea elementului compensator este astfel stabilită încât să existe întotdeauna un adaos de prelucrare al acestuia, iar mărimea adaosului să fie cât mai mică.
Metoda reglării. Rezolvarea lanțurilor de dimensiuni prin metoda reglării constă în faptul că elementul de compensare poate fi modificat ca valoare, fără a fi ajustat. Pentru toate  celelalte elemente componente ale lanțului de dimensiuni se stabilesc toleranțe majorate la valori economice. Modificarea fără prelucrare a dimensiunii elementului de compensare se poate face: cu compensator mobil (prin deplasarea sau rotirea acestuia) sau cu compensator fix, atunci când compensatorul se execută în prealabil la mai multe trepte de dimensiuni și se alege mărimea care corespunde valorii efectiv necesare a compensării, pentru a satiface precizia prescrisă lanțulkui de dimensiuni.
O contribuție științifică în privința metodei ajustării a avut și profesorul Constantin Picoș, în lucrarea Asupra metodei de ajustare în rezolvarea
lanțurilor de dimensiuni.

## Lanțuri de dimensiuni tehnologice
Lanțurile de dimensiuni tehnologice sau lanțurile de dimensiuni ale pieselor sunt analizate la proiectarea proceselor tehnologice de prelucrare mecanică. Pentru  fiecare element component (dimensiune) realizat(ă) la operațiile succesive de prelucrare se calculează dimensiunile intermediare (pe operații tehnologice), care sunt denumite și dimensiuni tehnologice, care împreună cu adaosurile de prelucrare pe operații formează lanțuri de dimensiuni tehnologice. Elementele componente ale acestor lanțuri de dimensiuni prezintă abateri dimensionale în limitele toleranțelor. Datorită caracterului de închidere, specific lanțurilor de dimensiuni, toleranțele la dimensiunile intermediare/tehnologice nu pot fi stabilite arbitrar, fără a ține seama de toleranțele celorlalte elemente componente. De aceea, apare necesitatea calculului acestor tipuri de lanțuri de dimensiuni, cu scopul determinării toleranțelor interdependente la dimensiunile intermediare. Toleranțele tehnologice pentru operațiile intermediare se stabilesc corespunzător cu precizia economică de prelucrare, asigurată de fiecare procedeu de prelucrare aplicat succesiv piesei.
Lanțurile de dimensiuni tehnologice se rezolvă prin una dintre următoarele metode: a) metoda de maxim și minim; b) metoda de calcul probabilistic.